# De Kuip
Sân vận động Feijenoord (tiếng Hà Lan: Stadion Feijenoord, phát âm [ˌstaːdijɔn ˈfɛiənoːrt]), thường được biết đến nhiều hơn với biệt danh De Kuip (phát âm [də ˈkœyp]), là một sân vận động ở Rotterdam, Hà Lan. Sân được hoàn thành vào năm 1937. Tên gọi của sân vận động này có nguồn gốc từ quận Feijenoord ở Rotterdam và từ câu lạc bộ có cùng tên (mặc dù tên của câu lạc bộ đã được quốc tế hóa thành Feyenoord vào năm 1973).
Sức chứa ban đầu của sân vận động là 64.000 khán giả. Vào năm 1949, sân được mở rộng lên 69.000 khán giả và kể từ năm 1994, sân có sức chứa 51.117 khán giả, tất cả đều có chỗ ngồi riêng. Vào năm 1999, một lượng lớn công việc cải tạo bên trong sân vận động đã được thực hiện trước khi sân được sử dụng làm địa điểm tổ chức Giải vô địch bóng đá châu Âu 2000, mặc dù sức chứa phần lớn không bị ảnh hưởng.

## Sử dụng cho mục đích thương mại

### Lịch sử bóng đá
De Kuip hiện là sân nhà của câu lạc bộ bóng đá Feyenoord, một trong những đội bóng hàng đầu có truyền thống ở Hà Lan. Từ lâu, đây cũng là một trong những sân nhà của đội tuyển bóng đá quốc gia Hà Lan, đã tổ chức hơn 150 trận đấu quốc tế, với trận đầu tiên là trận đấu với Bỉ vào ngày 2 tháng 5 năm 1937. Năm 1963, De Kuip đã tổ chức trận chung kết của UEFA Cup Winners' Cup, trận đấu mà Tottenham Hotspur trở thành câu lạc bộ Anh đầu tiên giành được danh hiệu châu Âu, đánh bại Atlético Madrid với tỷ số 5–1. Kỷ lục 10 trận chung kết châu Âu đã diễn ra ở sân vận động này, trận gần nhất là trận chung kết Cúp UEFA 2002 nơi mà Feyenoord, đội tình cờ thi đấu trận chung kết trên sân nhà, đã đánh bại Borussia Dortmund với tỷ số 3-2. Do đó, Feyenoord giữ vị thế là câu lạc bộ duy nhất giành chiến thắng một trận chung kết châu Âu một lượt trận ở sân vận động của chính họ. Vào năm 2000, sân vận động Feijenoord tổ chức trận chung kết của UEFA Euro 2000, diễn ra ở Hà Lan và Bỉ, nơi Pháp đánh bại Ý 2–1 ở hiệp phụ.

### Hòa nhạc
Sân vận động đã tổ chức các buổi hòa nhạc từ năm 1978. Trong số những người biểu diễn đầu tiên tại De Kuip có Bob Dylan và Eric Clapton. David Bowie đã tổ chức các buổi diễn tập trang phục của mình và sau đó mở màn chuyến lưu diễn Glass Spider Tour năm 1987 tại sân vận động. Prince vào năm 1988. Michael Jackson đã biểu diễn tại sân vận động năm lần, ba lần trong chuyến lưu diễn Bad World Tour (1988) và hai lần trong chuyến lưu diễn Dangerous World Tour (1992), biểu diễn trước tổng cộng 270.000 người. The Rolling Stones đã biểu diễn 3 đêm vào ngày 18, 19 và 21 tháng 5 năm 1990 trong chuyến lưu diễn Urban Jungle, Prince cũng đã biểu diễn 5 lần, 3 lần trong chuyến lưu diễn Lovesexy Tour vào ngày 17, 18 & 19 tháng 8 năm 1988 và bắt đầu chuyến lưu diễn Nude Tour vào ngày 2, 3 tháng 6 năm 1990. Kể từ khi mở cửa Amsterdam Arena vào năm 1996, địa điểm này đã tổ chức ít buổi hòa nhạc hơn. Pink Floyd đã tổ chức hai buổi hòa nhạc vào ngày 13 và 14 tháng 6 năm 1988 như một phần của chuyến lưu diễn A Momentary Lapse of Reason Tour và ba buổi hòa nhạc vào ngày 3, 4 và 5 tháng 9 năm 1994 trong khuôn khổ chuyến lưu diễn The Division Bell Tour của họ.

## UEFA Euro 2000
| Ngày                | Đội 1       | Kết quả     | Đội 2  | Vòng      |
| ------------------- | ----------- | ----------- | ------ | --------- |
| 13 tháng 6 năm 2000 | Tây Ban Nha | 0–1         | Na Uy  | Bảng C    |
| 16 tháng 6 năm 2000 | Đan Mạch    | 0–3         | Hà Lan | Bảng D    |
| 20 tháng 6 năm 2000 | Bồ Đào Nha  | 3–0         | Đức    | Bảng A    |
| 25 tháng 6 năm 2000 | Hà Lan      | 6–1         | Nam Tư | Tứ kết    |
| 2 tháng 7 năm 2000  | Pháp        | 2–1 (asdet) | Ý      | Chung kết |

## Hình ảnh

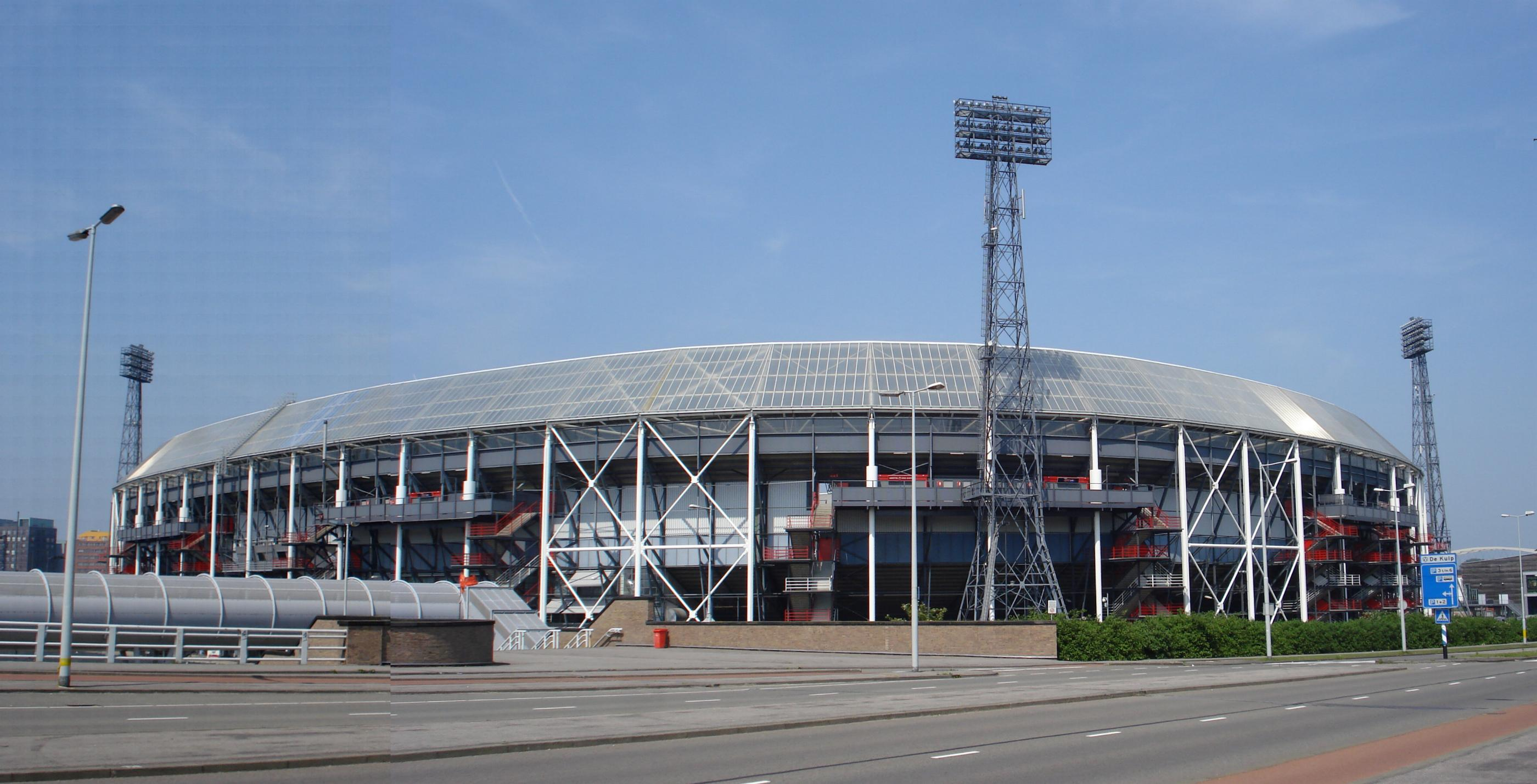
De Kuip
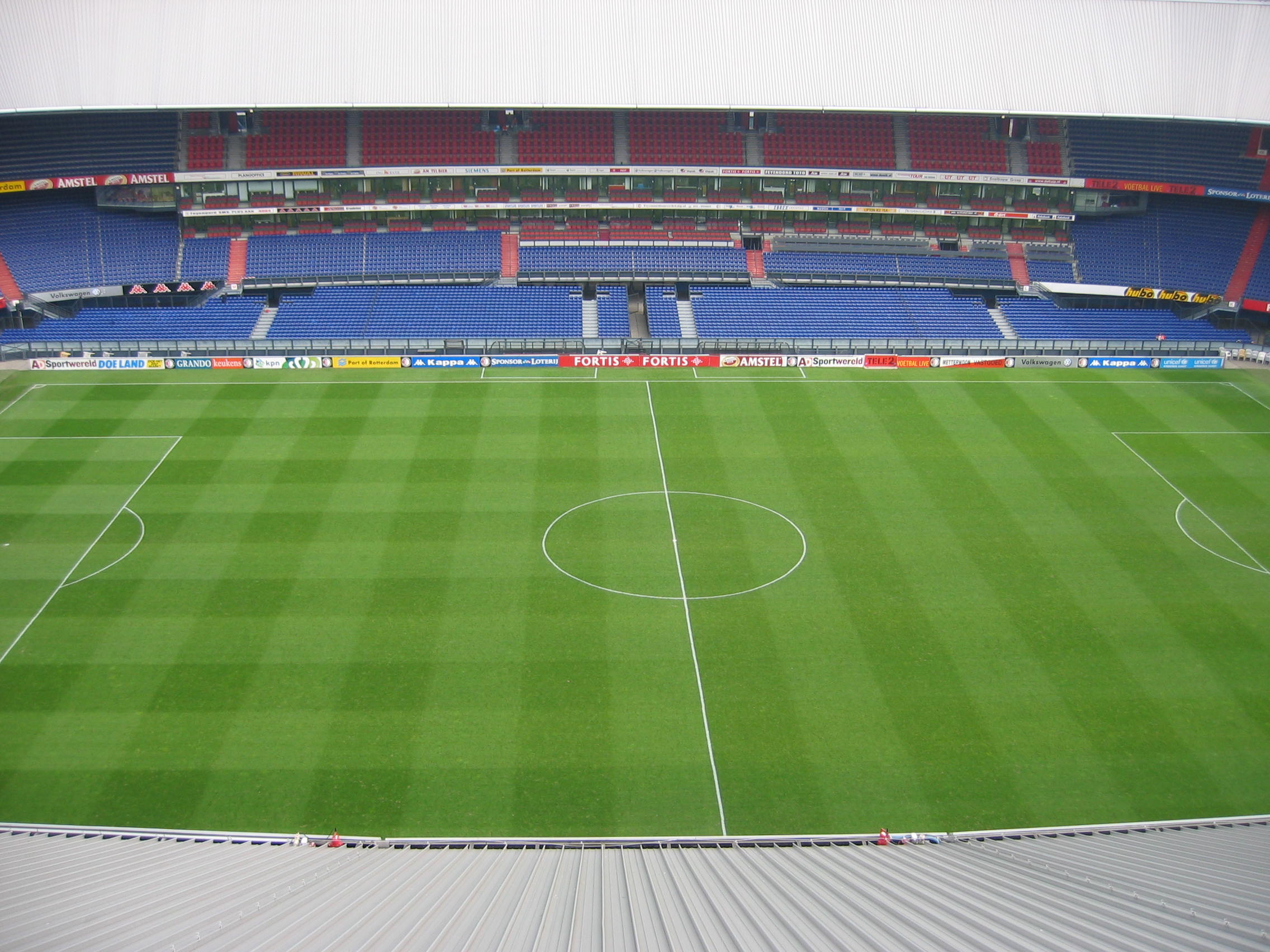
Bên trong sân vận động
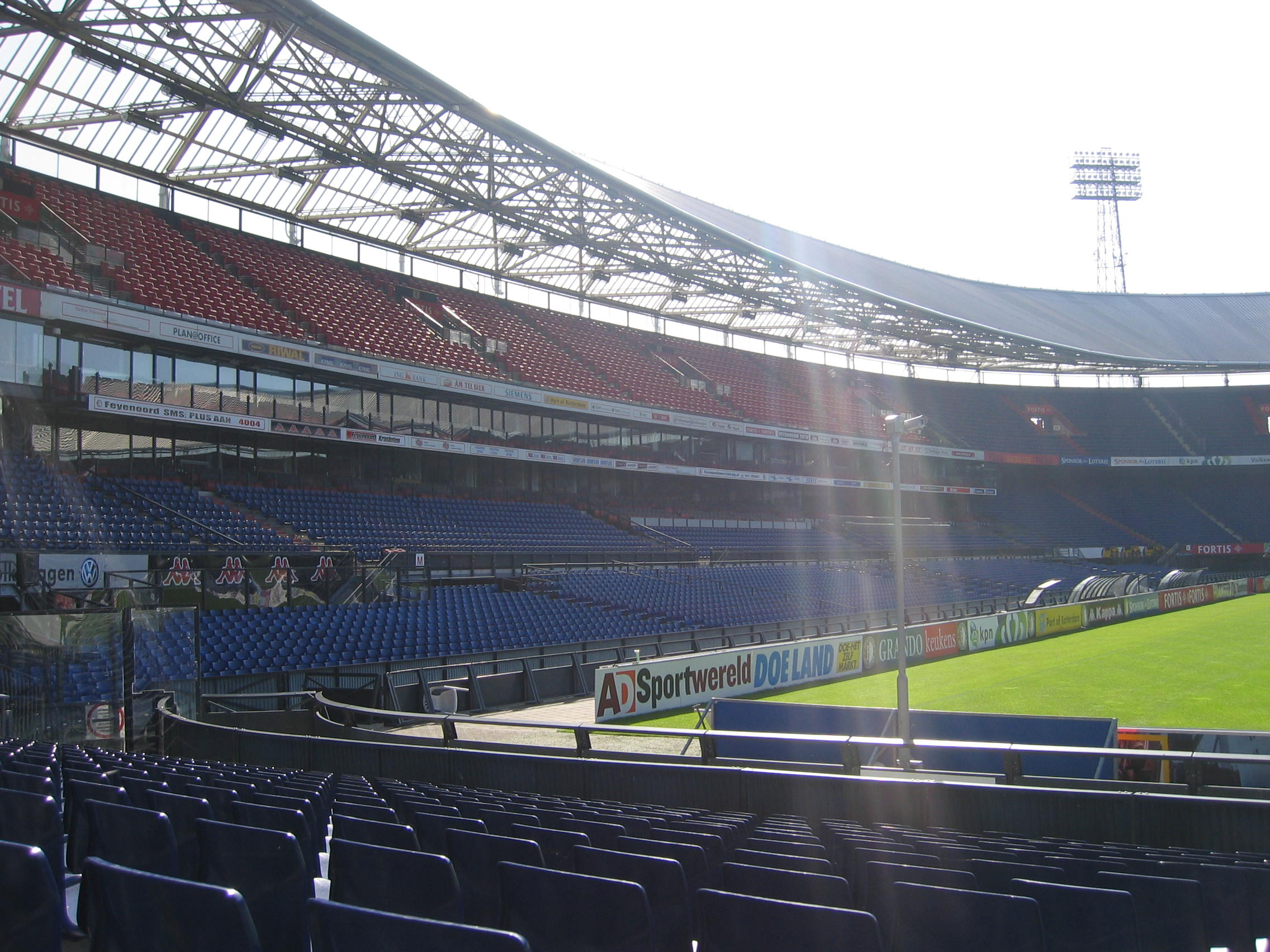
Góc nhìn khác bên trong sân vận động
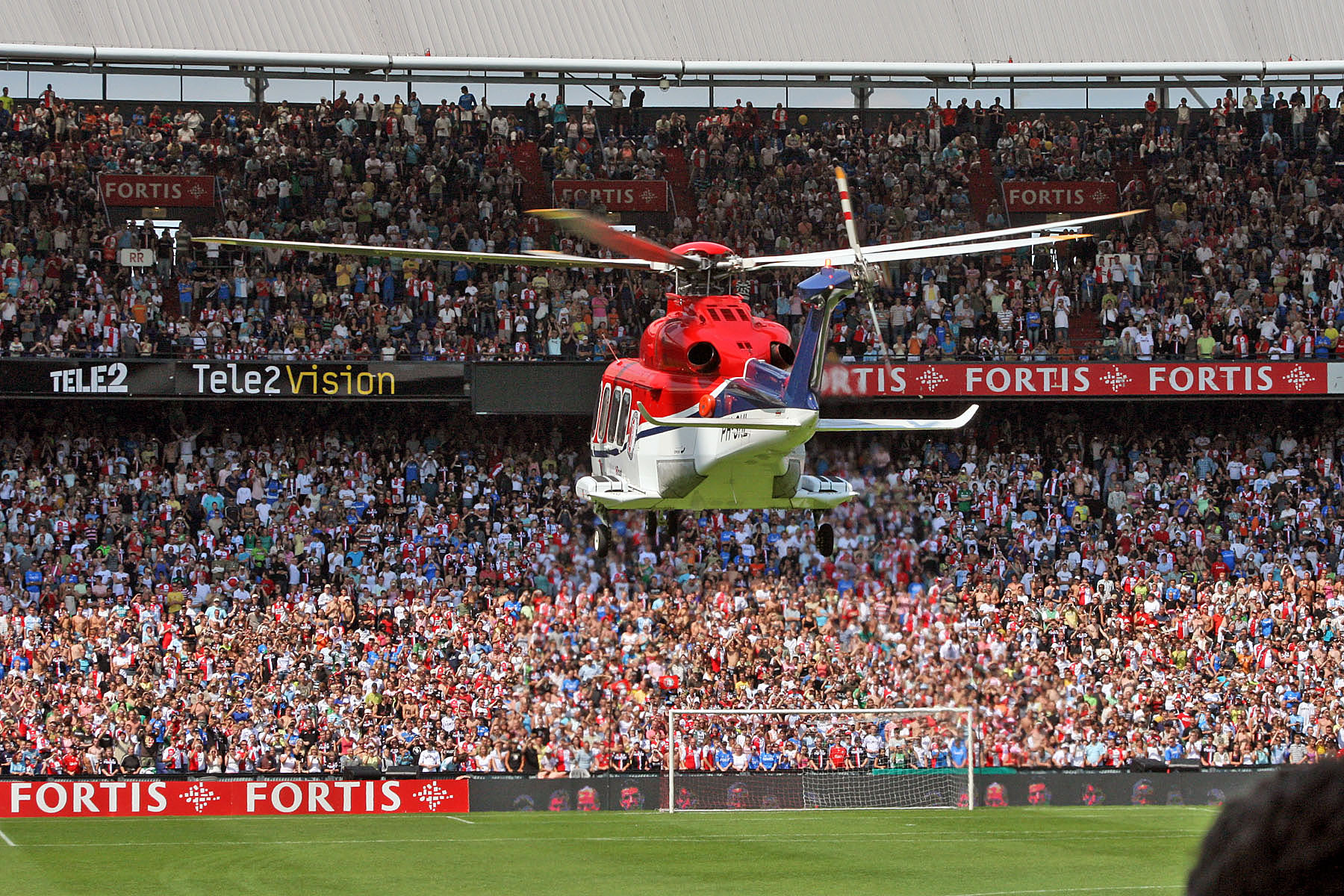
Trực thăng Feyenoord tiến vào sân vận động
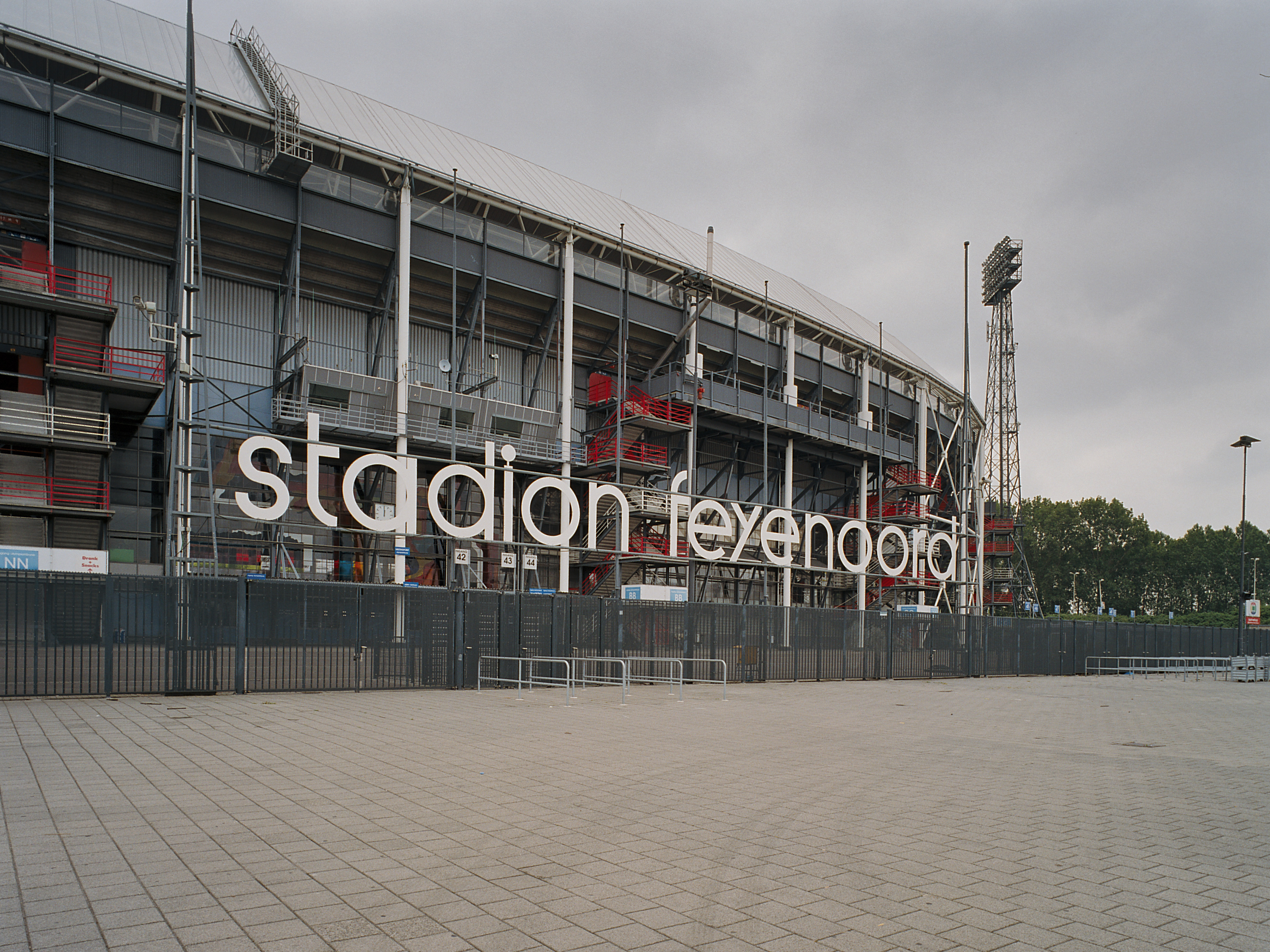
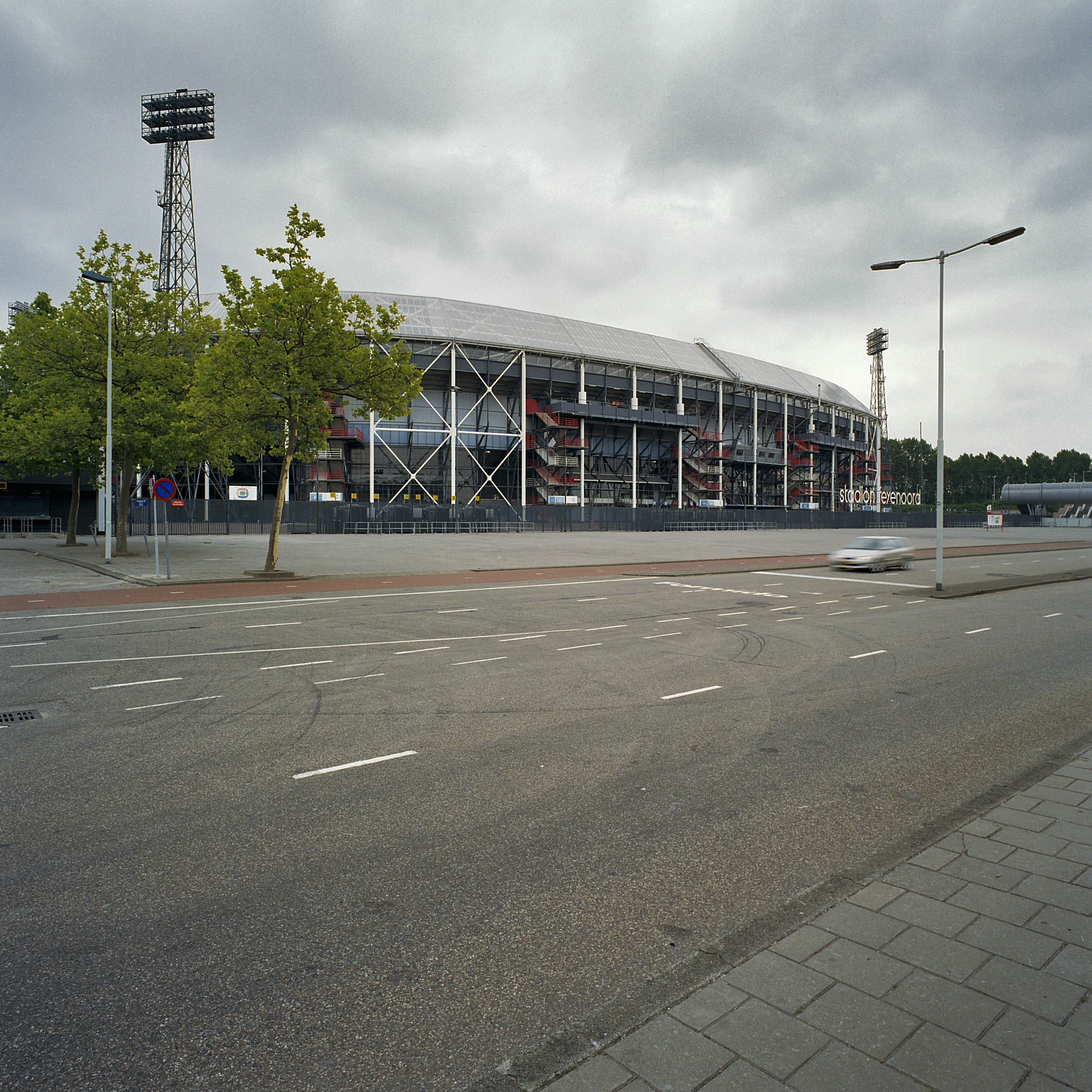
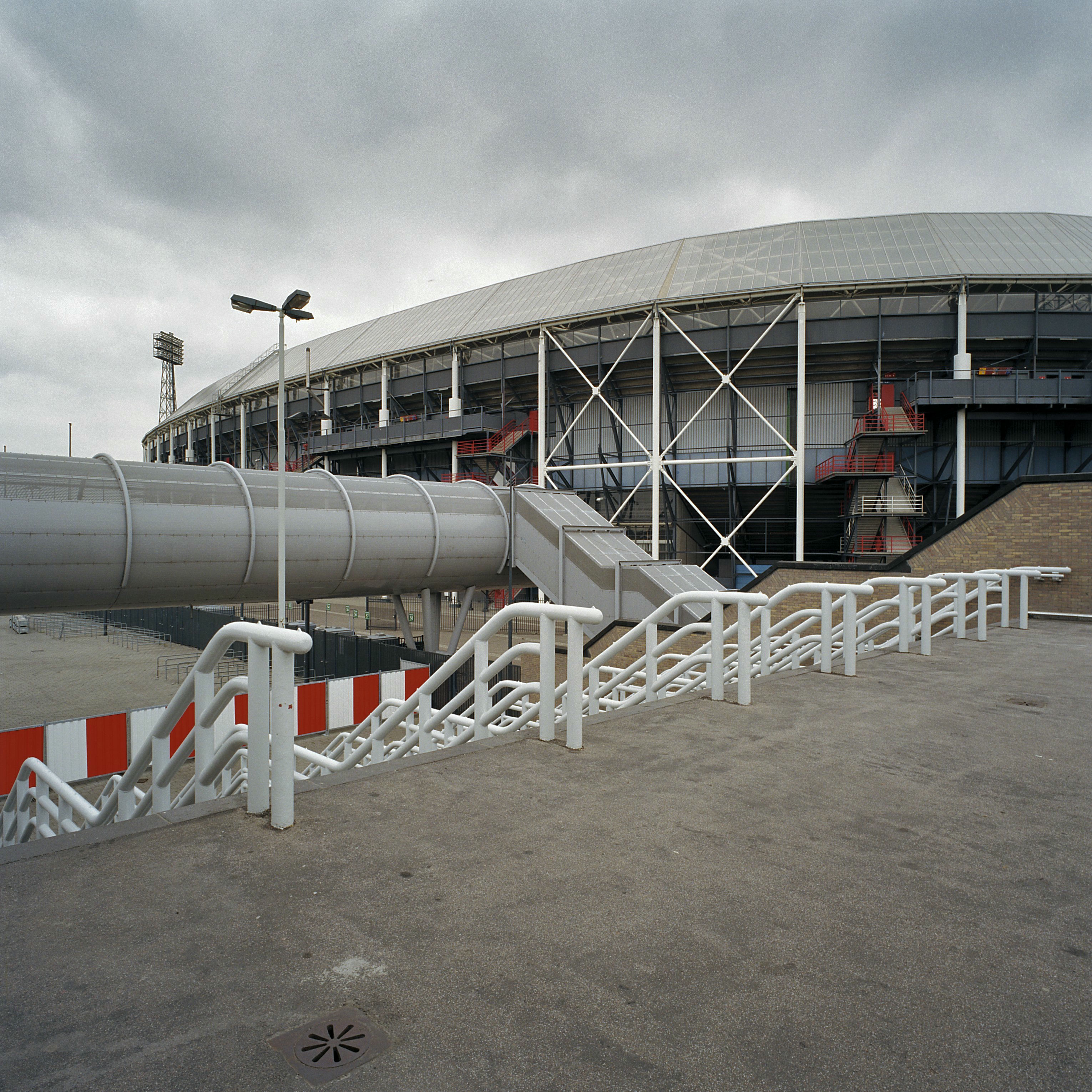